# Bryoerythrophyllum rotundatum
Bryoerythrophyllum rotundatum là một loài Rêu trong họ Pottiaceae. Loài này được (Lindb. & Arnell) P.C. Chen mô tả khoa học đầu tiên năm 1941.